# It's Always Sunny in Philadelphia
It's Always Sunny in Philadelphia (sovint abreviada com It's Always Sunny, Always Sunny, IASIP o simplement Sunny) és una comèdia de situació estatunidenca que es va estrenar a FX el 4 d'agost de 2005, i va ser traslladada a FXX al principi de la novena temporada el 2013. Va ser creada per Rob McElhenney, qui la va desenvolupar amb Glenn Howerton. És produïda i escrita principalment per McElhenney, Howerton i Charlie Day, els quals la protagonitzen juntament amb Kaitlin Olson i Danny DeVito. La sèrie segueix les aventures de The Gang, una colla d'amics narcisistes i sociòpates que porten un bar irlandès, Paddy's Pub, al sud de Filadèlfia, a Pennsilvània, però que passen la majoria del seu temps lliure bevent, discutint els uns amb els altres i tramant plans elaborats contra altres pel seu benefici personal, diners, venjança, o simplement per avorriment, a la vegada que es menyspreen, discuteixen i manipulen entre ells.
La catorzena temporada de la sèrie es va acabar d'emetre el novembre de 2019. La sèrie va ser renovada per una quinzena temporada el maig de 2020, la qual, després de ser estrenada l'1 de desembre del 2021, li va atorgar més temporades que qualsevol altra sèrie de comèdia d'imatge real (live-action) estatunidenca, reemplaçant a The Adventures of Ozzie and Harriet, la qual es va emetre durant 14 temporades entre 1952 i 1966. El desembre del 2020, Sunny va ser renovada per quatre temporades més, resultant en un total de 18 temporades.
La sèrie ha rebut reconeixement per part de la crítica, amb molts elogiant les actuacions dels actors i l'humor negre. Ha amassat un gran nombre de seguidors de culte.

## Argument

### Premissa
La sèrie segueix a The Gang, una colla de sociòpates narcisistes inadaptats, que porten el bar irlandès Paddy's Pub al sud de Filadèlfia. La colla està composta originalment per en Charlie Kelly (Charlie Day), l'encarregat de la neteja; en Mac (Rob McElhenney), el porter; i en Dennis Reynolds (Glenn Howerton), el bàrman. Els tres són els propietaris de Paddy's Pub. També hi treballa la germana bessona d'en Dennis, la Dee Reynolds (Kaitlin Olson), una aspirant a actriu que treballa de cambrera. A la segona temporada se'ls uneix en Frank Reynolds (Danny DeVito), un milionari excèntric que s'apodera de la majoria del bar, i és també el pare negligent dels bessons Reynolds. Ràpidament es converteix en la font financera del grup, sovint proveint els diners pels plans sobre complicats de la colla, a la vegada que sucumbeix a la depravació descarada del grup.
Cada membre de la colla mostra un comportament immoral i trets antisocials com egoisme extrem, deshonestedat patològica, narcisisme, agressió, abús d'alcohol i de substàncies, emocions no regulades, crueltat i total indiferència per la resta de gent. A la vegada mostren una greu codependència, estupidesa i una falta sorprenent de normes socials bàsiques. La comèdia de la sèrie prové d'aquests trets extrems que resulten en conflictes que porten al grup a situacions absurdes, fosques i vergonyoses, i que solen acabar amb la colla rebent el càstig merescut, però sense aprendre mai la lliçó. Això permet a la sèrie explotar una gran varietat de temes sociopolítics i econòmics per la sàtira i l'humor negre, a la vegada que manté els personatges en un estat d'estasi relativa favorable pel format de sitcom llarga.
Els capítols solen girar entorn la colla maquinant plans elaborats i sovint conspirant, tant en contra de gent externa com d'un d'ells, per benefici personal, venjança o simplement schadenfreude. Habitualment causen dolor físic i psicològic a qualsevol que es trobin, fins i tot els uns als altres, però sempre tornen a la mateixa situació a Paddy's Pub, ja que s'han alienat de la resta de la societat i, al cap i a la fi, només es tenen els uns als altres.

### Idiosincràsies
La Gang no té gens de vergonya quan intenten aconseguir el que volen, i sovint s'involucren en activitats que la resta trobaria humiliants, fastigoses o escandaloses. Algunes d'aquestes situacions inclouen pretendre ser discapacitats i fer-se addictes al crac per poder demanar ajudes socials, intent de canibalisme, segrest, tortura de l'aigua, blackface, xantatge, assetjament, saqueig de tombes i amagar-se despullats en un sofà per escoltar d'amagat a la gent, entre moltes altres.

Durant el capítol de la temporada 7 "The Gang Gets Trapped", en el que la colla es cola a una casa i s'han d'amagar de la família quan hi torna, un monòleg enfadat d'en Dennis captura l'essència del modus operandi del grup:
Immediatament escalem tot a un deu... Algú entra amb un pla o una idea absurda, i de cop tothom està a l'accelerador, ningú als frens, ningú pensa, tothom parla per sobre dels altres amb idea idiota rere idea idiota! Fins que, finalment, ens trobem en una situació en què ens hem colat a casa d'algú, i els propietaris estan a casa!
Excepte en rares ocasions, al Paddy's Pub no li va bé econòmicament. Sovint hi ha uns pocs clients a dins, si n'hi ha cap, i els que hi ha a vegades "semblen servir-se a si mateixos". Els vianants eviten el bar a causa dels nombrosos apunyalaments que hi ha hagut al bar. A més, el grup ha tancat Paddy's diversos cops per períodes extensos sense avisar, i quan el bar és obert, eludeixen les seves feines i responsabilitats i decideixen beure. El bar només segueix en marxa pel suport econòmic del Frank, rescats del govern i frau d'impostos. A més, estalvien diners pagant-li a la Dee menys del sou mínim, i fins i tot, en un moment, "aconseguint alguns esclaus".

## Repartiment i personatges

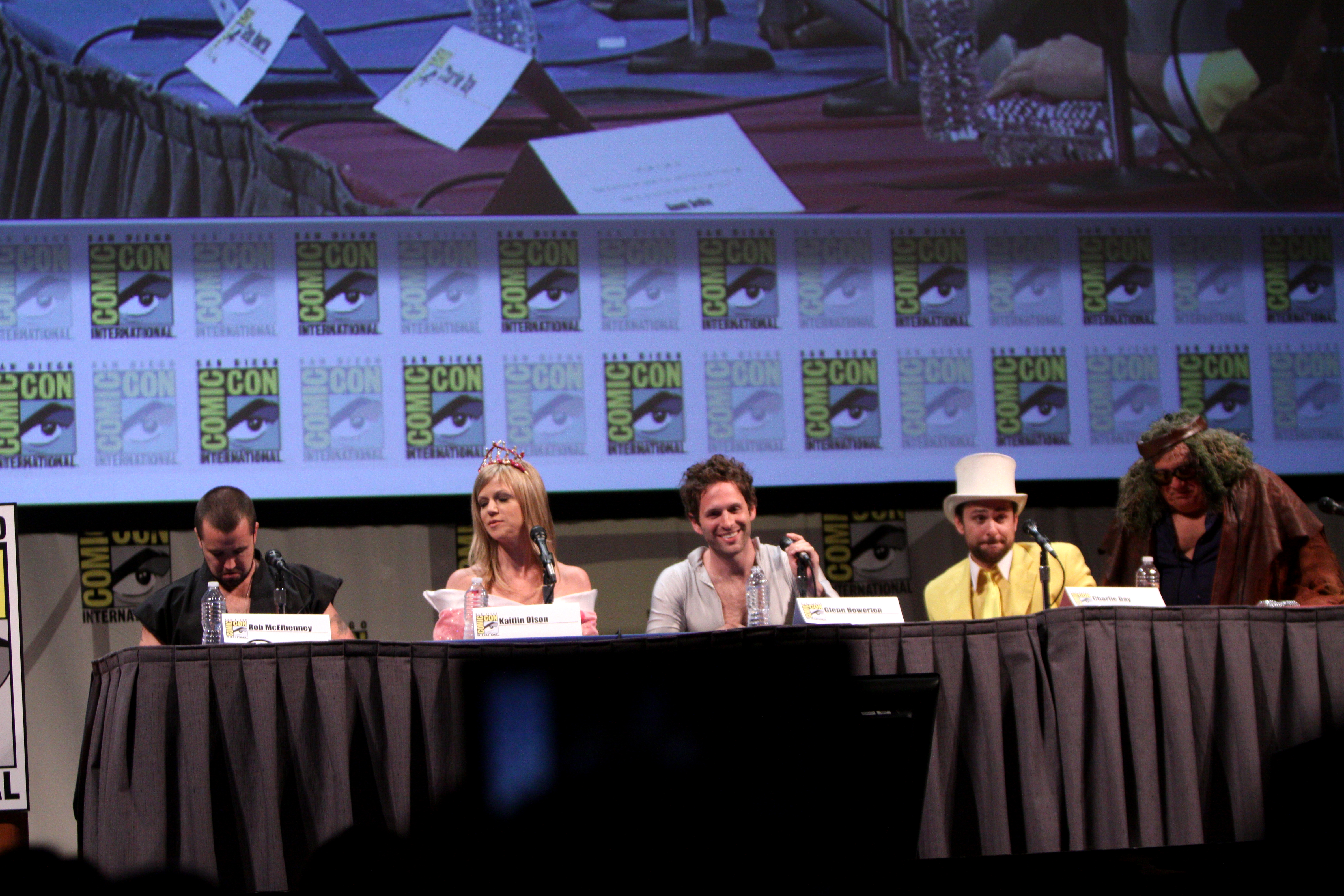
McElhenney, Olson, Howerton, Day i DeVito a la Comic-Con de San Diego de 2011.

La sèrie compta amb un repartiment principal de cinc personatges (The Gang) i diversos personatges secundaris recurrents que inclouen la Cambrera, Cricket, els McPoyles, els Ponderosas, l'Advocat i familiars com la senyora Kelly, la senyora Mac i el tiet Jack Kelly, amb qui es creuen camins i interactuen amb el grup en maneres cada cop més esbojarrades a mesura que la sèrie avança.

### Principals
- Charlie Day com a Charlie Kelly, copropietari i encarregat de la neteja de Paddy's Pub. És amic de la infància d'en Mac, i amic de l'institut d'en Dennis i la Dee. Viu en la misèria amb en Frank en un apartament deteriorat, i té greus problemes psicològics, en part a causa de l'abús de substàncies per esnifar pintura i cola, i en part a causa del seu complicat entorn familiar que possiblement va incloure abús infantil. Té un llarg historial de pica i regularment menja diversos productes no dissenyats pel consum humà, com menjar de gat, adhesius, pintura i lleixiu. A causa de la seva falta general d'intel·ligència i del seu analfabetisme, es pot dir que és el membre més simple del grup. Malgrat això, en Charlie és un talentós músic, expert autoproclamat en "dret aviari" i possiblement l'únic treballador competent de Paddy's amb les seves feines de manteniment ("Charlie Work"). També té una obsessió insana amb la Cambrera, un personatge recurrent que troba el seu interès en ella fastigós.
- Glenn Howerton com a Dennis Reynolds, copropietari i bàrman de Paddy's Pub, a part de bessó de la Dee i fill d'en Frank. Originalment el més intel·ligent i aparentment normal dels tres copropietaris, s'acaba revelant que en Dennis és un dels membres més narcisistes i psicòpates del grup. En Dennis és extremadament superficial, egoista, vanitós i desagradable. La seva naturalesa predadora es mostra sovint en nombrosos intents de seduir diverses dones, els quals, quan tenen èxit, acaben amb ell fent gaslighting i abusant emocionalment d'elles amb l'objectiu de guanyar-se el seu afecte abans de deixar-les inevitablement tan bon punt hagi tingut sexe amb elles ("El sistema D.E.N.N.I.S."). A vegades s'insinua fortament que en Dennis pot ser en secret un assassí en sèrie, tot i que continua sent ambigu i una broma recurrent.[6] A la temporada 10 és diagnosticat amb trastorn límit de la personalitat, tot i que ell sol negar-ho i es considera a si mateix completament racional, i està convençut que controla completament tot i tothom del seu voltant, arribant a autodenominar-se "déu daurat". Al capítol final de la temporada 12, en Dennis revela a la resta del grup que té un fill, i es muda a Dakota del Nord per criar-lo. Torna a Filadèlfia a la temporada 13, suposadament mantenint a la seva família des de la distància.
- Rob McElhenney com a Ronald "Mac" McDonald, copropietari i porter autoproclamat de Paddy's Pub. És amic de la infància d'en Charlie i de l'institut d'en Dennis. Fill d'un convicte que porta a presó la majoria de la vida d'en Mac, sovint intenta demostrar la seva duresa i es refereix a si mateix com el "xèrif de Paddy's". Profundament insegur, en Mac constantment busca l'aprovació dels del seu voltant, especialment del seu pare, de la seva mare apàtica i emocionalment absent, i d'en Dennis, el seu company de pis. Pateix d'episodis extrems de dismòrfia corporal, i se l'ha vist amb pes molt divers en el transcurs de la sèrie: abans del començament de la temporada 7, va guanyar quasi 30 kg i va ser diagnosticat amb diabetis de tipus 2, i en tornar al seu pes sa a la següent temporada, va admetre que trobava a faltar ser gras, ja que creia que li "feia por" a la gent. A la temporada 13 està visiblement en forma i físicament més fort, tot i que ràpidament sabem que els seus motius són només el seu fort desig de ser acceptat per la resta del grup. Sovint presumeix de les seves habilitats en combat de cos a cos, però sol escapar de confrontacions físiques i normalment és representat com el més covard del grup. Mac és catòlic romà i sovint expressa fortes opinions cristianes fonamentalistes, tot i el seu comportament usualment immoral, com el sexe casual amb nombroses dones, inclosa la mare d'en Dennis i la Dee. Tot i que freqüentment s'insinua que en Mac té sentiments homosexuals, ell manté una ferme negació a això, frustrant al grup, fins que surt de l'armari a la temporada 12. Capítols posteriors revelen que en Mac se sent sexualment atret pel seu millor amic, en Dennis.